# La Malédiction de Thaar
La Malédiction de Thaar est un jeu vidéo d'action développé et édité par Coktel Vision, sorti en 1985 sur Amstrad CPC et Thomson.